# میرمهدی ورزنده
میرمهدی ورزنده نخستین سرپرست تیم ملی فوتبال ایران بود. تیم ملی فوتبال ایران به سرپرستی وی در سال ۱۳۰۵ برای انجام چند بازی راهی آذربایجان شد.وی را به عنوان پدر ورزش مدرن می دانند و درس تربیت بدنی ایران در مدارس در سال ۱۳۰۶ به همت ورزنده در مجلس به تصویب رسید.او در سال۱۳۶۱ در گذشت و در گورستان ایرانی های استانبول به خاک سپرده شد.